# Meiji Yasuda Life
Meiji Yasuda Life Insurance Company (明治安田生命保険相互会社 Meiji Yasuda Seimei Hoken Sōgo Kaisha) er et japansk livsforsikringsselskab med hovedkvarter i Tokyo. Virksomheden blev etableret i 2004 ved en fusion mellem Meiji Life og Yasuda Life. I 1881 stiftede iværksætter Zenjiro Yasuda Yasuda Mutual Life Insurance Company.